# Крила (настільна гра)
Крила (англ. Wingspan) — настільна гра, розроблена Елізабет Гарґрейв і видана компанією Stonemaier Games у 2019 році. Це карткова настільна гра, в якій гравці змагаються за залучення птахів до своїх заповідників дикої природи. Під час розробки гри Гарґрейв створювала особисті таблиці з птахами, що спостерігаються в Меріленді. Особливі здібності птахів також були підібрані для відповідності реальним характеристикам. Після виходу гра Крила отримала схвальні відгуки критиків і комерційний успіх за свою механіку, тематичну точність та художнє оформлення. Гра отримала численні нагороди, зокрема, Kennerspiel des Jahres у 2019 році. Відтоді було випущено кілька доповнень та цифрові версії гри. В Україні гра локалізована видавництвом Ігромаг.

## Ігровий процес
У Крилах гравці витрачають ресурси їжі, щоб додавати птахів, які представлені 170 індивідуально проілюстрованими картами, до лісових, степових та водно-болотних місць проживання на своїх ігрових полях. Кожне місце проживання асоціюється з окремими діями гравця: збір ресурсів для покупки птахів, відкладання яєць або добір карт. Протягом чотирьох раундів гравці по черзі активують середовища існування на своїх полях або додають нових птахів. Птахи, додані до середовища, покращують основну дію: збір їжі, відкладання яєць або добір карт. Деякі птахи мають особливі здібності, які активуються під час використання відповідного середовища.
Наприкінці гри гравці отримують бали за птахів на своєму полі, досягнуті цілі, зібрані яйця, їжу, що зберігається на картах. Гравець, який набрав найбільшу кількість балів, виграє.

## Розробка
Крила розробила Елізабет Гарґрейв, консультантка в галузі охорони здоров'я з Сілвер-Спрінг, орнітологом-аматором і колишнім політичним аналітиком NORC в Університеті Чикаго. Натхненням для гри стали відвідування Гарґрейв озера Артемезія поблизу її дому в Меріленді. Вона зазначила, що обрала цю тему, оскільки «надто багато ігор про замки та космос, і недостатньо ігор про те, що мене цікавить». Під час своїх спостережень вона створювала таблиці з птахами, які досягли розмірів 596 рядків на 100 колонок. Особливі здібності птахів у грі відповідають реальним характеристикам, використовуючи дані про раціон, середовище проживання, статус і розмах крил, отримані з Корнельської орнітологічної лабораторії, Червоний список МСОП та Національне товариство Одюбона.
У 2016 році Гарґрейв представила концепцію гри Stonemaier Games, компанії з Сент-Луїса, яка раніше видала ігри Viticulture та Коса. Концепція гри зацікавила Джеймі Стеґмаєра, президента Stonemaier Games, який заявив, що «у птахах є щось таке, що миттєво викликає у людини бажання збирати, сортувати та милуватися ними». Художнє оформлення гри включає 170 карт, які були вручну намальовані Аною Марією Мартінес Харамільйо, Наталією Рохас та Бет Собел.

## Доповнення

### Крила: Птахи Європи
Крила: Птахи Європи, перше доповнення для гри, було випущене у 2019 році та додало 81 нову карту птахів, цілі на кінець раунду та бонусні карти. Це доповнення також включало нові механіки та здібності, такі як птахи, які отримують додаткову їжу, та здібності, що активуються в кінці раунду. У 2019 році також було випущено «стартовий промо-набір», що додав 10 нових карт птахів, розрахованих для гравців-початківців.

### Крила: Птахи Океанії
Друге доповнення, Крила: Птахи Океанії, зосереджене на птахах Австралії та Нової Зеландії, було опубліковане в кінці 2020 року. Воно додало 95 нових карт птахів, цілі на кінець раунду, ігрові планшети та новий тип їжі під назвою нектар. Птахи Океанії також додало птахів із здібностями, які активуються після завершення останнього раунду гри.

### Крила: Птахи Азії
Останнє доповнення, Крила: Птахи Азії, зосереджене на птахах Китаю, Індії та Японії, було випущене в кінці 2022 року. Це нове доповнення містить 90 нових карт птахів, 14 бонусних карт, 18 карт для Автоми та два нові режими гри: Режим дуетної гри (окремий варіант для 2 гравців) та Режим компаній, що дозволяє грати до 7 гравців.

## Нагороди та номінації
| Рік  | Гра                  | Нагорода                   | Категорія                                                                                               | Результат |
| ---- | -------------------- | -------------------------- | --- | --------- |
| 2019 | Крила                | Diamond Climber Award      | Гра року                                                                                                | Перемога  |
| 2019 | Крила                | The Dice Tower Award       | Гра року                                                                                                | Перемога  |
| 2019 | Крила                | Deutscher Spiele Preis     | Гра року                                                                                                | Перемога  |
| 2019 | Крила                | Golden Geek Award          | Гра року, Оформлення, Карткова гра, Сімейна гра, Інноваційна гра, Гра для соло-гравців, Стратегічна гра | Перемога  |
| 2019 | Крила: Птахи Європи  | Golden Geek Award          | Доповнення року                                                                                         | Перемога  |
| 2019 | Крила                | Spiel des Jahres           | Kennerspiel des Jahres (Гра року для поціновувачів)                                                     | Перемога  |
| 2020 | Крила                | American Tabletop Awards   | Стратегічна гра року                                                                                    | Перемога  |
| 2020 | Крила: Птахи Океанії | Golden Geek Award          | Доповнення року                                                                                         | Перемога  |
| 2019 | Крила                | International Gamers Award | Загальна стратегія: багатокористувацька гра                                                             | Номінація |
| 2019 | Крила                | Nederlandse Spellenprijs   | Найкраща гра для експертів                                                                              | Номінація |